# Derk Meijer
Derk Meijer né le 12 mai 1997, est un joueur néerlandais de hockey sur gazon. Il évolue au poste de gardien de but au HC Rotterdam et avec l'équipe nationale néerlandaise.

## Carrière
Il a fait ses débuts en équipe première le 28 novembre 2021 à Amsterdam contre la Belgique lors de la Ligue professionnelle 2021-2022.

## Palmarès
- : 1re à la Ligue professionnelle 2021-2022.